# Johan Ludvig Nils Henrik Vibe
Johan Ludvig Nils Henrik Vibe (født 23. november 1840 i Kristiania, død 26. marts 1897 sammesteds) var en norsk publicist, søn af Andreas Vibe.
Allerede i sine første studenterår optrådte han som publicist, idet han 1862 deltog i grundlæggelsen og redaktionen af »Vikingen« i dens første Tid, redigerede derefter 1866 sammen med Hans Henrik Schreiber Schulze dagbladet »Norge«, der bestod i 14 dage, og udgav senere »Litterært Tidsskrift«, der udkom i et hæfte. Efter at have været ude i praktisk juridisk virksomhed var han 1877—79 kunstnerisk direktør for Christiania Theater og gik derefter over i Aftenpostens redaktion, hvortil han var knyttet i 10 år. Hans seneste journalistiske virksomhed tilhørte Nationaltidendes sidste levetid. Til hans journalistiske virksomhed må regnes nogle kritiske og biografiske essays om naturalismen og Holberg, begge udkomne 1884.

## Biografi (i udvalg)

### Noveller
- Alexander Møllers Erindringer (1875)
- En Professor (1882)
- Et Testamente (1884)
- Fantastiske Fortællinger (1891)
- For Livet eller paa Opsigelse (1892)
- Om Tusind Aar (1894)

### Faglitteratur
- Beskrivelser i serien "Norges Land og Folk":
  - Buskeruds Amt (1894—95)
  - Søndre Bergenhus Amt (1895—96)
  - Akershus Amt (1897)